# Дикий, Андрей Иванович
Андре́й Ива́нович Ди́кий (настоящая фамилия Занке́вич; 9 февраля 1895, с. Гайворон, Конотопский уезд, Черниговская губерния, Российская империя — 4 сентября 1977, Нью-Йорк, США) — русский писатель, белоэмигрант и коллаборационист, политический деятель и журналист.

## Биография
Андрей Занкевич родился в дворянской семье в родовом имении, которое находилось в селе Гайворон Конотопского уезда Черниговской губернии. Отец его, Иван Занкевич, был предводителем дворянства Конотопского уезда. Мать — Зинаида Николаевна, в девичестве Кандыба.
После Октябрьской революции эмигрировал, некоторое время жил в Югославии, являлся активным деятелем антисоветского сообщества, членом Совета НТС. Во время Второй мировой войны добровольцем пошёл в Русскую освободительную армию, был заместителем начальника отдела кадров Гражданского управления Комитета освобождения народов России.
Позднее обосновался в США, где публиковал статьи в газетах и журналах. Был сотрудником Толстовского фонда. В 1960 году вышел первый том его книги «Неизвращённая история Украины-Руси», в которой были подробно рассмотрены вопросы украинской истории с XVI века до Второй мировой войны.
Умер 4 апреля 1977 года в Толстовском фонде. Похоронен на кладбище Новодивеевского монастыря в Нануете, Нью-Йорк.

## Оценка
По мнению ряда историков, сочинения Дикого, посвящённые вопросу роли евреев в установлении большевизма, носят антисемитский характер. Так, публицист Семён Резник в книге «Мифология ненависти» охарактеризовал его как «последыша нацистов» и «автора по-своему классического антисемитского фолианта „Евреи в России и СССР“». Доктор исторических наук Ирина Левинская называет Дикого «патологическим антисемитом». Доктор исторических наук Вадим Россман в своей диссертации посвященной антисемитизму «Russian Intellectual Antisemitism in the Post-Communist Era» приводит Дикого как пример антисемитизма.
Вымышленные данные по национальному составу правительства Советской России и его репрессивных органов, опубликованные Андреем Диким в работе «Евреи в России и СССР» и призванные свидетельствовать о засилии евреев в руководстве послереволюционной России, возможно, использовал Александр Солженицын в книге «Двести лет вместе». Автор книги «Евреи в КГБ» Вадим Абрамов указывает на ряд некорректных сведений, которые, по его мнению, Солженицын взял без проверки из сочинений Дикого и без ссылки на него.
Л. В. Богачёва в диссертации называет книгу Дикого «Неизвращённая история Украины-Руси» важной вехой в сохранении культурных традиций национальной самобытности Малороссии в трудах русской эмиграции[уточнить], схожую оценку труду Дикого даёт в кандидатской диссертации историк А. С. Пученков[уточнить].
Главный редактор сетевого издания «Федор Михайлович Достоевский. Антология жизни и творчества» Сергей Рублёв указывает на ложь Андрея Дикого в главе «Ф. М. Достоевский и евреи» в труде «Русско-еврейский диалог».

## Труды
- Неизвращённая история Украины-Руси: В 2 томах. Нью-Йорк.
- Евреи в России и СССР: Исторический очерк. Нью-Йорк, 1967
- Русско-еврейский диалог